# (10989) Dolios
(10989) Dolios est un astéroïde troyen de Jupiter.

## Description
(10989) Dolios est un astéroïde troyen de Jupiter, camp grec, c'est-à-dire situé au point de Lagrange L4 du système Soleil-Jupiter. Il présente une orbite caractérisée par un demi-grand axe de 5,168 UA, une excentricité de 0,086 et une inclinaison de 10,6° par rapport à l'écliptique.
Il est nommé en référence au personnage de la mythologie grecque Dolios, acteur du conflit légendaire de la guerre de Troie.

## Compléments